# Gliclazida
 A gliclazida, vendida sob a marca Diamicron, entre outras, é um medicamento antidiabético usado para tratar o diabetes mellitus tipo 2. Ela é usada quando mudanças na dieta, exercícios e perda de peso não são suficientes, devendo ser tomada por via oral.
Seus efeitos colaterais podem incluir baixo nível de açúcar no sangue, vômitos, dor abdominal, erupção cutânea e problemas no fígado. Não é recomendado o uso por pessoas com problemas renais ou hepáticos significativos ou que estejam grávidas. Ela faz parte da família de medicamentos sulfonilureias e funciona, principalmente, aumentando a liberação de insulina.
A gliclazida foi patenteada em 1966 e aprovada para uso médico em 1972 e está na Lista de Medicamentos Essenciais da Organização Mundial de Saúde. O custo por atacado no mundo em desenvolvimento é de cerca de US$ 2,46–3,92 por mês. No Reino Unido, um mês de medicação custa ao NHS cerca de £ 2,12. Não está disponível para venda nos Estados Unidos.